# You think you just fell out of a coconut tree?
You think you just fell out of a coconut tree? (en español: «¿Crees que te acabas de caer de un cocotero?») es una frase que fue planteada por la vicepresidenta de los Estados Unidos, Kamala Harris, durante unas declaraciones pronunciadas en una ceremonia en la Casa Blanca en mayo de 2023. Si bien las imágenes de su discurso atrajeron la atención como un meme de Internet a principios de 2024, la cita comenzó a circular más ampliamente en medio de especulaciones de que el presidente Joe Biden podría poner fin a su campaña de reelección luego de un pobre desempeño en un debate en junio. El uso de memes de «cocoteros» en referencia a Harris se expandió ampliamente en julio tras la retirada de Biden de las elecciones y su posterior respaldo a Harris como candidata del partido.

## Declaraciones
Harris y el Secretario de Educación, Miguel Cardona, asistieron a una ceremonia de juramento el 10 de mayo de 2023 para la White House Initiative on Advancing Educational Equity, Excellence, and Economic Opportunity for Hispanics (una iniciativa de educación para latinos e hispanos) en la Sala de Tratados Indios del edificio de oficinas ejecutivas Eisenhower. Dirigiéndose a los nuevos comisionados, Harris advirtió que el trabajo para lograr la equidad educativa requiere no sólo reunir recursos financieros sino también abordar el contexto cultural que aísla a los estudiantes de sus comunidades. Refiriéndose a un dicho de su difunta madre, Shyamala Gopalan, Harris dijo:

Part of the extension of the work you will do is, yes, focused on our young leaders and our young people, but understanding we also then have to be clear about the needs of their parents and their grandparents and their teachers and their communities, because none of us just live in a silo. Everything is in context.
My mother used to—she would give us a hard time sometimes, and she would say to us, "I don't know what's wrong with you young people. You think you just fell out of a coconut tree?" (laughs)
You exist in the context of all in which you live and what came before you.
Parte de la extensión del trabajo que harán se centrará, sí, en nuestros jóvenes líderes y en nuestros jóvenes, pero comprendiendo que también tenemos que tener claras las necesidades de sus padres, sus abuelos, sus maestros y sus comunidades, porque Ninguno de nosotros vive simplemente en un silo. Todo está en contexto.

 Mi madre solía hacerlo, a veces nos hacía pasar momentos difíciles y nos decía: «No sé qué les pasa a ustedes, jóvenes. ¿Crees que te acabas de caer de un cocotero?» (risas)

 Existes en el contexto de todo lo que vives y de lo que te precedió.

## Uso en línea
Las imágenes del discurso atrajeron la atención a partir de febrero de 2024. La actividad inicial en las redes sociales sobre los comentarios, incluidos los de los republicanos, se burló de ellos calificándolos de incomprensibles o ridículos. A medida que se intensificaron las especulaciones sobre que Harris reemplazaría a Biden en la candidatura presidencial demócrata en junio de 2024, el vídeo fue compartido en gran medida por sus seguidores, incluidos miembros de la comunidad en línea #KHive . El término coconut-pilled, que parodia el fenómeno redpilled del movimiento por los derechos de los hombres, indicó el apoyo a la candidatura de Harris entre los agentes demócratas. Comenzó a circular más ampliamente en junio, después de que una actuación mal recibida en un debate del presidente Biden llevó a especulaciones de que podría retirarse de su campaña de reelección.
El 21 de julio, después de que Biden anunciara en una carta en las redes sociales que no buscaría la reelección, los partidarios de Harris crearon memes y videos haciendo referencia a cocos y cocoteros como señal de apoyo a su candidatura a la nominación. Los cocos y los cocoteros se han integrado en una serie más amplia de memes que celebran la candidatura de Harris, incluido su amor alguna vez profesado por los diagramas de Venn, el álbum Brat de Charli XCX y la frase frecuentemente empleada de Harris what can be, unburdened by what has been («lo que puede ser, sin la carga de lo que ha sido»). En estos memes, «caerse de un cocotero» generalmente significa que uno carece de conciencia de su entorno, similar a la frase «vivir bajo una roca».
The New York Times informó que el entusiasmo por Harris y el meme del cocotero estaba impulsando un aumento en la demanda de piña coladas en el área de Washington D. C..

### Por funcionarios electos
La decisión de Biden de abandonar la carrera y su posterior respaldo a Harris como nominada llevaron a un uso intensificado del meme del «cocotero» en referencia a Harris, incluso por parte de funcionarios estatales y federales. Minutos después del anuncio de Biden, el gobernador de Colorado, Jared Polis, tuiteó un emoji de un coco, una palmera y una bandera estadounidense. Más tarde esa noche, el senador estadounidense Brian Schatz de Hawái publicó una foto de él mismo trepando a un cocotero junto con un mensaje de apoyo. El 22 de julio, después de que el gobernador de Illinois, J. B. Pritzker, respaldara a Harris, respondió a los periodistas que especulaban sobre sus propias ambiciones presidenciales tuiteando: You think I just fell out of a coconut tree? («¿Crees que me acabo de caer de un cocotero?»).
Cuando la cuenta de Twitter de la campaña de Biden pasó a «Kamala HQ» el 21 de julio, la biografía del perfil actualizada simplemente decía Providing context («Proporcionando contexto»), una referencia a los comentarios.

## Recepción
Los comentaristas señalaron que el uso del meme del cocotero para representar a Harris como «tonta» puede estar basado en sexismo o en una burla racista de su herencia india y jamaicana, dado la asociación con lo tropical del cocotero. Pero cuando sus partidarios comenzaron a defender el video, la columnista de The Washington Post, Monica Hesse, identificó que podría ayudar a representar al candidato como joven y femenino, en contraste tanto con Biden como con el candidato republicano y expresidente Donald Trump.
Algunos estrategas demócratas también notaron que el meme del cocotero y otros estaban generando un mayor entusiasmo por Harris entre los miembros de la Generación Z, lo que potencialmente podría traducirse en un aumento en la participación electoral de jóvenes. El experto en medios David Karpf dijo a Business Insider que el fomento de los memes de Internet por parte de la campaña de Harris podría fomentar un sentido orgánico de entusiasmo popular similar a la recepción de la campaña presidencial de Barack Obama de 2008. Christian Paz, de Vox, especuló que adoptar una actitud despreocupada podría ayudar a Harris a canalizar un espíritu de «guerrero alegre» que combata los estereotipos sexistas y racistas.
Según el fundador de Digital Cultures Lab, Ramesh Srinivasan, el vínculo cultural de Harris con los cocos es una expresión auténtica de su herencia porque Gopalan, su madre, nació en el estado de Tamil Nadu, donde los cocoteros son una fuente importante de alimento y aceite de cocina. Harris, dijo Srinivasan a Los Angeles Times, es «completamente coco».